# Saison 1 de Dark Angel
Chronologie
Saison 2
Cet article présente le guide des épisodes de la première saison du feuilleton télévisé Dark Angel.

## Distribution

### Acteur principaux
- Jessica Alba (VF : Barbara Delsol) : Max Guevara (X5-452)
- Michael Weatherly (VF : Xavier Fagnon) : Logan Cale / Eyes Only (le veilleur)
- Richard Gunn (VF : Guillaume Lebon) : Calvin « Sketchy » Theodore
- J.C. MacKenzie (VF : Constantin Pappas) : Reagan « Normal » Ronald
- Valarie Rae Miller (VF : Vanina Pradier) : Cynthia « Original Cindy » McEachin
- John Savage (VF : Hervé Jolly) : Donald Lydecker
- William Gregory Lee : Zack X5 599
- Jennifer Blanc (VF : Laurence Crouzet) : Kendra Maibaum

### Acteurs secondaires récurrents de cette saison
- Peter Bryant : Bling
- Fulvio Cecere : Sandoval
- Alessandro Juliani : Druid
- Stephen Lee : Dan Vogelsang
- Chris Lazar : Jeune Zack
- Geneva Locke : Jeune Max

## Épisodes

### Épisode 1:Un autre monde: 1repartie
- États-Unis : 3 octobre 2000
- France : 1er septembre 2001

- États-Unis : 17,40 millions de téléspectateurs

- Paul Popowich (Darren McKennon)
- Kim Hawthorne (Jacinda)
- Sarah-Jane Redmond (Lauren Braganza)
- Kristin Bauer (Lydia Meyerson)
- Stanley Kamel (Edgar Sonrisa)
- Douglas O'Keeffe (Bruno Anselmo)
- Lauren Lee Smith (Natalie)

### Épisode 2:Un autre monde:2epartie
- États-Unis : 3 octobre 2000
- France : 1er septembre 2001

- États-Unis : 17,40 millions de téléspectateurs

- Paul Popowich (Darren McKennon)
- Kim Hawthorne (Jacinda)
- Sarah-Jane Redmond (Lauren Braganza)
- Kristin Bauer (Lydia Meyerson)
- Stanley Kamel (Edgar Sonrisa)
- Douglas O'Keeffe (Bruno Anselmo)
- Lauren Lee Smith (Natalie)

### Épisode 3:Tempérament de feu
- États-Unis : 10 octobre 2000
- France : 8 septembre 2001

- États-Unis : 14,92 millions de téléspectateurs

- Christine Chatelain (Mère de la jeune Max)
- Eileen Pedde (Hannah)
- Branden Williams (Eric)

### Épisode 4:Dépendance
- États-Unis : 17 octobre 2000
- France : 15 septembre 2001

- États-Unis : 15,28 millions de téléspectateurs

- Abraham Benrubi (Break)
- Gary Chalk (Lt Walter Eastep)
- Michael Eklund (Officier Miller)
- Michelle Goh (Michiko)
- Kim Hawthorne (Jacinda Katsuno)
- David King (Hank)
- Richard Lett (Fence)
- Byron Mann (Matt Sung)
- Kristie Marsden (Lucy)
- Marcus Moldowan (Omar)
- Alan C. Peterson (Warden Terrence Leeson)
- Shannon Sutter (Maria)

Les crises de Max s'intensifient. Elle doit trouver plus de tryptophane. Persuadées qu'elle se drogue, Kendra et Cindy jettent ses gélules. Max essaie de cambrioler l'hôpital... et se fait arrêter. Comme elle a volé l'argent que les locataires de son étage avaient réuni pour le pot de vin de la police corrompue, tout l'étage se fait expulser. Logan apprend à Cindy que Max est malade et a besoin de ses médicaments. Il s'arrange pour que Cindy lui apporte ses gelules en prison, mais Max ayant tenté de s'évader, elle est enfermée chez le directeur, avec Maria, une jeune fille née dans la prison que le directeur garde en esclavage. Il dit à Max s'être lassé de Maria et vouloir la remplacer par Max.

### Épisode 5:Les Mains sales
- États-Unis : 31 octobre 2000
- France : 22 septembre 2001

- États-Unis : 12,67 millions de téléspectateurs

- Gavin Buhr (Henry)
- Christine Chatelain (Mère de la jeune Max)
- Maria Fabiana Dominguez (Rebecca Cuthrell)
- Carlene Furk (Fillette hyperactive)
- Murray Lowry (Alcoolique)
- Byron Mann (Matt Sung)
- Mike Mitchell (Garde #1)
- Tony Perez (Nathan Herrero)
- Lisa Rodriguez (Alina)

### Épisode 6:À tout prix
- États-Unis : 14 novembre 2000
- France : 6 octobre 2001

- États-Unis : 14,40 millions de téléspectateurs

- Ralph J. Alderman (Employé)
- Ellie Chapple (Fille au téléphone #2)
- Vince Crestejo (Chinois)
- Alex Green (Garde de la sécurité)
- Brenda James (Valerie)
- Cruise Le'Mark (Flic)
- Nicole G. Leier (Fille au téléphone #1)
- Robert Lewis (Dochnovich)
- Taayla Markell (Mercy Chang)
- Rodney Rowland (Mari)
- Warren Takeuchi (Coroner)

### Épisode 7:Génie génétique
- États-Unis : 21 novembre 2000
- France : 13 octobre 2001

- États-Unis : 14,78 millions de téléspectateurs

- George Cheung (Dr Yugio Tanaka)
- Mark Houghton (Capitaine Exter)
- Dylan Pearson (Jeune garçon de Manticore)
- Wren Roberts (Terroriste #1)
- Troy Ruptash (Jon Darius)
- Mike Weinberg (Jude Thatcher)

### Épisode 8:Le Mal par le mal
- États-Unis : 28 novembre 2000
- France : 20 octobre 2001

- États-Unis : 13,95 millions de téléspectateurs

- Nicole Bilderback (en) (Brin)
- Rick Dobran (Julio)
- Gustavo Febres (Fico)
- John Dennis Johnston (Major Jake Sanders)
- Harsh Nayyar (M. Sivapathasundaram)

### Épisode 9:Avis de recherche
- États-Unis : 12 décembre 2000
- France : 27 octobre 2001

- États-Unis : 15,05 millions de téléspectateurs

- Joey Aresco (Capitaine Dale Swanstrom)
- Scott Bishop (Garde de la sécurité #1)
- Russell Ferrier (Flic de bureau)
- G. Michael Gray (Traidy)

### Épisode 10:L'habit ne fait pas le moine
- États-Unis : 9 janvier 2001
- France : 3 novembre 2001

- États-Unis : 13,88 millions de téléspectateurs

- Kaare Anderson (Flic #1 (Voyou))
- Link Baker (Sven)
- Jessica Crockett (Louise)
- Lance Gibson (Homme à moitié mort)
- Thomas Hunt (D'Nardis)
- James Kidnie (Gerhardt Bronck)
- Darcy Laurie (KK)
- Mack 10 (Tacoma Bleed)
- Owen Rilan (Flic #2)
- Jim Shield (Bronck Goon)
- Bethoe Shirkoff (Mme Moreno)
- Jose Vargas (Jorge)

### Épisode 11:Surveillance rapprochée
- États-Unis : 16 janvier 2001
- France : 10 novembre 2001

- États-Unis : 15,63 millions de téléspectateurs

- Jade C. Bell (Sebastian)
- Emy Aneke (Serveur)
- Irene Chang (Infirmière de Sebastian)
- Christian Deans (Cycliste #3)
- Jodelle Micah Ferland (Annabelle Anselmo)
- Mark Gibbon (Red Six)
- Zahf Hajee (Présentateur des informations)
- Dennis P. Kelli (Maréchal Lionel Parsons)
- Patrick Kilpatrick (Red Five)
- Taras Kostyuk (Red Seven)
- Brett Le Bourveau (Flic #2)
- David Livingstone (Homme)
- Keir MacPherson (Concierge)
- Judith Maxie (Jeanne Breitel)
- Angela Moore (Femme flic)
- Odessa Munro (Ling Ling)
- Douglas O'Keefe (Bruno Anselmo)
- Kendall Saunders (Brittannica)
- Peter Scoular (Bellman)
- Nancy Sivak (Mary Jo Anselmo)
- Alex Zahara (Johanssen)

### Épisode 12:Charmante soirée
- États-Unis : 6 février 2001
- France : 17 novembre 2001

- États-Unis : 14,08 millions de téléspectateurs

- David Abbott (Ministre)
- Rob Bruner (Angelo Biondello)
- Gillian Carfra (Femme)
- Michael Ann Connor (Femme à la pension de famille)
- Antonio Cupo (Valet)
- P. Master (Jean Baptiste Duvalier)
- Bridget O'Sullivan (Femme à l'allure de matrone)
- Michael Teigen (Bennett)
- Craig Veroni (Garde de la sécurité de l'aéroport)

### Épisode 13:Sans relâche
- États-Unis : 13 février 2001
- France : 24 novembre 2001

- États-Unis : 15,83 millions de téléspectateurs

- Jade C. Bell (Sebastian)
- Brian Markinson (Dr Sam Carr)
- Julia Arkos (Tammy)
- Gary Chalk (Lieutenant Walter Eastep)
- Irene Chang (Infirmière de Sebastian)
- Mark Gibbon (Red Six)
- Patrick Kilpatrick (Red Five)
- Taras Kostyuk (Red Seven)
- Shawn Reis (Red Eight)
- James Tsai (Voisin)
- Alex Zahara (Johanssen)

### Épisode 14:Captures
- États-Unis : 20 février 2001
- France : 1er décembre 2001

- États-Unis : 15,69 millions de téléspectateurs

- Dean Aylesworth (Pompiste)
- Lisa Ann Cabasa (Tinga)
- Glenn Ennis (Officier TAC #3)
- Rob Freeman (Officier TAC #1)
- Chris Gauthier (Mécanicien)
- Oscar Goncalves (Flic de secteur #1)
- Robert Gossett (Colonel Jim McGinnis)
- Rob LaBelle (Docteur de Manticore)
- Colin Lawrence (Officier TAC #2)

### Épisode 15:Instinct maternel
- États-Unis : 13 mars 2001
- France : 8 décembre 2001

- États-Unis : 16,51 millions de téléspectateurs

- Brenda Bakke (Dr Adriana Vertes)
- Ron Blecker (Sergent entraîneur)
- Shireen Crutchfield (Jace)
- Jonah Glasgow (Jeune Jace)
- Bethoe Shirkoff (Mme Moreno)

### Épisode 16:Havre de paix
- États-Unis : 27 mars 2001
- France : 15 décembre 2001

- États-Unis : 14,47 millions de téléspectateurs

- James Ashcroft (Adjoint Hailahan)
- Daniel Boileau (Benny)
- Ashley Crow (Trudy Sumner)
- Tara Fynn (Emily Gilan)
- Paul Irani (John Gilan)
- Aidan Jarrar (Jeune Sam)
- David Kaye (Sage)
- Byron Mann (Matt Sung)
- Mark Rolston (Herman Colberg)
- Kurt Max Runte (Clyde)
- Ian Tracey (B.C.)
- Salvator Xuereb (Dean)

### Épisode 17:Grand Amour
- États-Unis : 17 avril 2001
- France : 12 janvier 2002

- États-Unis : 12,01 millions de téléspectateurs

- Paul Anthony (Hazmat)
- Irene Chang (Infirmière de Sebastian)
- Danny Danado (Inspecteur)
- Thomas De Schutter (Pieport Lemkin)
- Jason Diablo (M. Scott)
- Kim Hawthorne (Jacinda)
- Winnie Hung (Femme de ménage)
- Darrell Izeard (Garde du corps)
- Tangelia Rouse (Diamond)

### Épisode 18:Prédateur
- États-Unis : 24 avril 2001
- France : 19 janvier 2002

- États-Unis : 13,83 millions de téléspectateurs

- Nana Visitor (Madame X)
- Jensen Ackles (Ben)
- James Bayliss (Concierge à Manticore)
- Robert Floyd (Père Destry)
- Jenn Forgie (Employée chez le coroner)
- Glen Gould (Prisonnier)
- James Kirk (Jeune Ben)
- Judith McDowell (Femme au rosaire)
- Darren Moore (Nomlie en prison)
- Justin Sain (Homme de l'étang)
- Rekha Sharma (Dr Beverly Shankar)

### Épisode 19:Cible vivante
- États-Unis : 1er mai 2001
- France : 26 janvier 2002

- États-Unis : 12,75 millions de téléspectateurs

- Nana Visitor (Madame X)
- Dexter Bell (Snuffy)
- Jaren Brandt Bartlett (Gamin)
- Matthew Brevner (Joueur de baseball)
- Carson (Homme sur la croix)
- Keith Dallas (O.G.)
- Guyle Lee-Fraizer (Technicien)
- Storma T. McDonald (Dominatrice #2)
- Kevin McNulty (Gilbert Neal)
- Sky Miles (Sky)
- Brad Mooney (Lanceur)
- Cindy Lou Powell (Dominatrice #1)
- Lawrence Pressman (Jonas Cale)
- Troy Turi (Voyou)
- Rainn Wilson (Phil)

### Épisode 20:Portée disparue
- États-Unis : 8 mai 2001
- France : 2 février 2002

- États-Unis : 13,22 millions de téléspectateurs

- Jade C. Bell (Sebastian)
- Nana Visitor (Madame X)
- Lisa Ann Cabasa (Tinga)

### Épisode 21:Féline
- États-Unis : 15 mai 2001
- France : 9 février 2002

- États-Unis : 13,35 millions de téléspectateurs

- Jade C. Bell (Sebastian)
- Nana Visitor (Madame X)
- Steve Bacic (Soldat #2)
- Daniel Bacon (Technicien du silo)
- Nicole Bilderback (en) (Brin)
- R. Emery Bright (Zakis de Johannesburg)
- Lisa Ann Cabasa (Tinga)
- Rob Court (Technicien #1)
- Glenn Ennis (Officier TAC)
- Robert Lewis (Dochnovich)
- Kris Pope (Rafer)

### Épisode 22:Dieu tout puissant
- États-Unis : 22 mai 2001
- France : 9 février 2002

- États-Unis : 15,34 millions de téléspectateurs

- Nana Visitor (Madame X)
- Joshua Alba (Krit)
- Nicki Aycox (Syl)
- Nicole Bilderback (en) (Brin)
- Martin Budny (Technicien du van)
- Lisa Ann Cabasa (Tinga)
- John Callander (Employé d'hôtel)
- Sean Campbell (Opérateur spécial #1)
- Brian Drummond (Opérateur spécial #2)
- Glenn Ennis (Officier TAC)
- Rob Freeman (Opérateur TAC Kalins)
- Robert Gossett (Colonel Jim McGinnis)
- Greg Kean (Docteur)
- Colin Lawrence (Opérateur TAC O'Neill)
- Veena Sood (Doctoresse)